# Gorenji Globodol
Gorenji Globodol – wieś w Słowenii, w gminie Mirna Peč. W 2018 roku liczyła 98 mieszkańców.